# چن کویتینگ
چن کویتینگ (انگلیسی: Chen Cuiting؛ زادهٔ ۱۵ نوامبر ۱۹۷۲) ژیمناست هنری زن اهل چین بود. وی در بازی‌های المپیک تابستانی ۱۹۸۸ شرکت کرده‌است.